# No Matter What They Say
No Matter What They Say è un singolo della rapper statunitense Lil' Kim, pubblicato il 13 giugno 2000 come primo estratto dal secondo album in studio The Notorious K.I.M..

## Tracce
CD Singolo (Europa)
1. No Matter What They Say (Radio Edit) – 4:18
2. No Matter What They Say (Album Version) – 4:14
3. No Matter What They Say (Instrumental) – 4:19
4. No Matter What They Say (A Cappella) – 4:26

CD Singolo (Stati Uniti)
1. No Matter What They Say (Radio Edit) – 4:19
2. No Matter What They Say (Album Version) – 5:35
3. No Matter What They Say (Instrumental) – 4:21

## Classifiche
| Classifica (2000) | Posizione massima |
| ----------------- | ----------------- |
| Regno Unito       | 35                |
| Stati Uniti       | 60                |